# Hoplia pulchra
Hoplia pulchra är en skalbaggsart som beskrevs av Miyake 1986. Hoplia pulchra ingår i släktet Hoplia och familjen Melolonthidae. Inga underarter finns listade i Catalogue of Life.